# Гао (манса)
Гао (д/н — 1305) — 7-й манса імперії Малі у 1300—1305 роках. Відомий також як Манса Ку.

## Життєпис
Походив з династії Кейта. Більшість дослідників розглядають його як родича засновника малійської імперії Марі Діати I за жіночою лінією. Ймовірно був сином Колонкан, сестри останнього, або сином Ко Мамаді, доньки Колонкан. Втім висловлють думки (на основі відомостей Ібн Халдуна), що Гао був сином манси Улі I або самого Марі Діати I, втім це менш ймовірно.
1300 року після загибелі манси Сакури Гбара (Велика Рада) обрала Гао новим володарем Малі. Він не відзначився якимось досягненням, оскільки на цей час мав похилий вік. Ймовірно головним чином намагався відновити авторитет своєї династії в імперії. Помер 1305 року. Йому спадкував син Мохаммад.